# Котар Уляна Сергіївна
Уляна Сергіївна Котар (26 жовтня 2000, Нива Трудова, Апостолівський район, Дніпропетровська область) — українська волейболістка, центральний блокуючий. Гравець національної збірної.

## Із біографії
Вихованка криворізької спортивної школи.
У складі національної збірної України дворазова чемпіонка Євроліги (2023, 2025).

## Клуби
| Роки      | Команди                          |
| --------- | -------------------------------- |
| 2018—2020 | «Полісся-ШВСМ-ЖДУ» (Житомир)     |
| 2020—2021 | «Регіна-МЕГУ-ОШВСМ» (Рівне)      |
| 2021—2023 | Академія «Прометей» (Кам'янське) |
| 2022—2023 | СК «Прометей» (Кам'янське)       |
| 2023—2024 | «Динамо» (Бухарест)              |
| 2024—2025 | «Марк-ан-Борель»                 |
| 2025—     | «Мюлуз»                          |

## Досягнення
Золота євроліга
- Перше місце (2): 2023, 2025

Чемпіонат України
- Перше місце (1): 2023

## Статистика
В єврокубках:
| Сезон   | Клуб    | Турнір    | Ігри | Сети | Очки | Ср. | Примітки |
| ------- | ------- | --------- | ---- | ---- | ---- | --- | -------- |
| 2025/26 | «Мюлуз» | Кубок ЄКВ |      |      |      | ,   |          |

У збірній:
| Рік  | Турнір          | Ігри | Сети | Очки | Ср.  | Місце | Примітки |
| ---- | --------------- | ---- | ---- | ---- | ---- | ----- | -------- |
| 2023 | Золота євроліга | 2    | 7    | 6    | 0,86 | 1     |          |
| 2025 | Золота євроліга | 8    | 28   | 81   | 2,89 |       |          |